# Arthur Lismer
Arthur Lismer (27 de junho de 1885 - 23 de março de 1969) foi um pintor anglo-canadense membro do Grupo dos Sete.